# توماس إل. هاسكيل
توماس إل. هاسكيل (بالإنجليزية: Thomas L. Haskell)‏ هو مؤرخ أمريكي، ولد في 1939، وتوفي في 12 يوليو 2017 بسبب اضطراب عصبي.